# NTC-3949
La NTC 3949 es la norma técnica colombiana creada por el ICONTEC (Instituto Colombiano de Normas Técnicas y Certificación)  que establece los requisitos mínimos que deben cumplir las estaciones de regulación de presión, líneas de transporte y líneas primarias de redes de distribución de gas combustible en cuanto al diseño, construcción, ensayo, operación y mantenimiento se refiere.

## Objeto
Esta norma se aplica específicamente a estaciones de regulación de presión, las cuales eventualmente pueden estar dotadas de sistemas de medición, filtración y motorización. Estos sistemas se pueden presentar simultánea o individualmente. En algunos casos, esta norma establece requisitos para este tipo de sistemas y en otros, se referencian otras normas.

## Alcance y campo de aplicación
Las especificaciones de esta norma se aplican a todas las estaciones de regulación de presión abastecidas de líneas de alta y media presión de acuerdo con lo estipulado en la NTC 3838.